# Biserica de lemn din Păușești

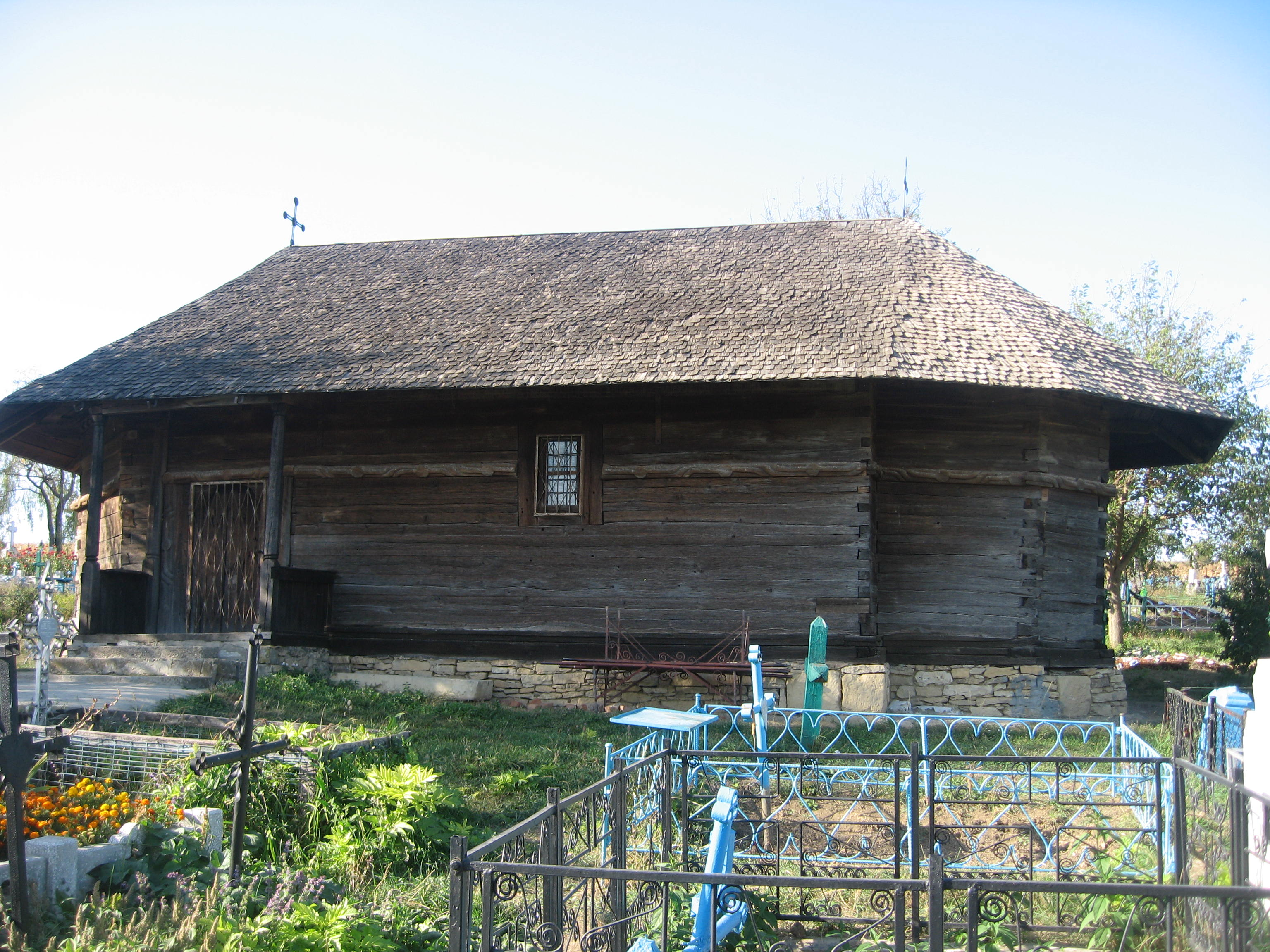
Biserica de lemn din Păuşeşti.

Biserica de lemn cu hramul Sfântul Gheorghe din Păușești a fost construită în anul 1643 în satul Păușești din comuna Dumești (aflată în județul Iași, la o distanță de 21 km de municipiul Iași). Ea se află localizată în cimitirul satului. 
Biserica de lemn din Păușești a fost inclusă pe Lista monumentelor istorice din județul Iași din anul 2015, având codul de clasificare cod LMI IS-II-m-A-04216. 

## Istoric
Biserica de lemn din Păușești a fost construită în anul 1643, conforma pisaniei aflate deasupra ușii, în centrul satului de atunci (astăzi se află în afara satului Păușești, înconjurată de cimitir), după tipicul școlii de meșteri din timpul lui Vasile Lupu (1634-1653). Ctitorul bisericii este boierul Ieremia Murguleț , care a construit lăcașul de cult pentru pomenirea sa, a soției sale, Candachia, și a fiicei lor, Biliușca. Construirea bisericii a fost finalizată la 14 iulie 1643, fiind unul dintre cele mai vechi și mai frumoase monumente de arhitectură în lemn din județul Iași.
Sub streașina bisericii, pe latura de sud, este încrustată o pisanie cu litere chirilice care este scrisă orizontal și nu pe mai multe rânduri ca la alte biserici.
În curtea bisericii se află piatra de mormânt a vătafului Isar care este datată 14 martie 1658. Acesta a fost înmormântat în biserică, alături de soția sa, Biliușca (fiica lui Ieremia Murguleț). 
Catapeteasma bisericii datează din secolul al XVIII-lea, pictura sa fiind realizată în culorile roș-albastru, dar este foarte deteriorată. Lăcașul de cult dispune de cinci icoane din secolul al XIX-lea, având pictura în stil bizantin deteriorată. De asemenea, există și doi suporți de lemn pictat pentru icoane, care datează de la sfârșitul secolului al XIX-lea. Stranele sunt și ele vechi, provenind de la începutul secolului al XX-lea. 
Biserica a fost reparată pe la 1859 de logofătul Alecu Dimitrie Ghica și soția sa Ecaterina, proprietarii de atunci ai moșiei Păușești.  În decursul timpului, biserica a mai suferit reparații în trei rânduri: 1900, 1950 și 1980. 
Biserica de lemn din Păușești dispune de obiecte de cult (potire și cruci sculptate) donate de voievodul Grigore Alexandru Ghica (1849-1856) și de zeci de cărți bisericești vechi, printre care o Evanghelie din 1693, un Apostol etc. 
Vechea bisericuță se păstrează aproape în forma inițială, lemnul construcției fiind în stare bună. Edificiul este afectat de alunecările de teren, el având probleme la nivelul fundației și un oarecare grad de înclinare din această cauză. În cercetarea sa asupra bisericilor de lemn din județul Iași, arhitecta Smaranda Gâlea atrăgea atenția că sunt necesare "lucrări de restaurare, reabilitare, reconversie, inclusiv lucrări de restaurare ale componentelor artistice de pictură, în regim de urgență". 

## Arhitectura bisericii
Biserica de lemn din Păușești este construită în totalitate din bârne masive de stejar cioplite și îmbinate în procedeul "coadă de rândunică", fără niciun cui de metal. Fundația și pardoseala bisericii sunt din piatră.
Pereții exteriori sunt înconjurați de un brâu median bogat decorat, care înconjoară edificiul pe trei laturi și ușa de la intrare. Elementele decorative sculptate (brâul, rozeta, frânghia torsionată, denticuli lați, stâlpi și grinzi cu model floral) reprezintă o dovadă a măiestriei cu care meșterii constructori înțelegeau să decoreze materialul cu care lucrau.  Acoperișul bisericii este înalt, cu streașina largă, și are o învelitoare din șindrilă.
Construcția are formă de navă (corabie) dreptunghiulară. În interior, ea este compartimentată în 4 încăperi: pridvor (cerdac), pronaos, naos și altar. Pridvorul este deschis și format din doi stâlpi în fața intrării, sub streașină. Ușa de intrare în pronaos are un ancadrament înconjurat cu un brâu sub formă de frânghie întrerupt de rozete. Pronaosul are formă poligonală cu trei laturi. Naosul este separat de pronaos printr-o colonadă din lemn având la partea superioară grinzi cioplite cu înflorituri. La partea superioară a naosului se află o boltă semicilindrică, alcătuită din dulapi de stejar ciopliți. Altarul are formă tetragonală, având o absidă decroșată față de restul construcției. El are la partea superioară o cupolă octogonală din lemn. 

## Imagini

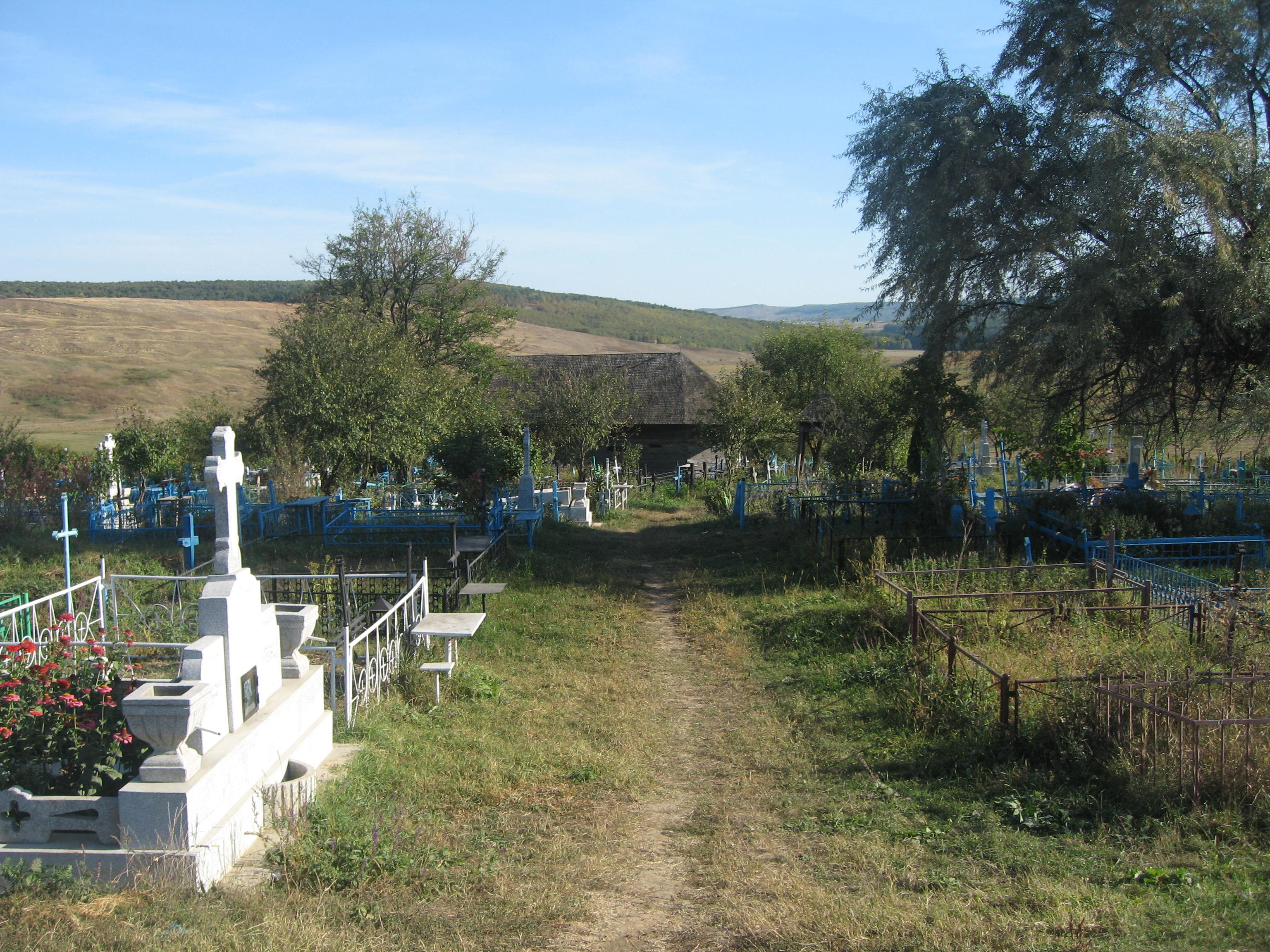
Biserica văzută de la intrarea în cimitir
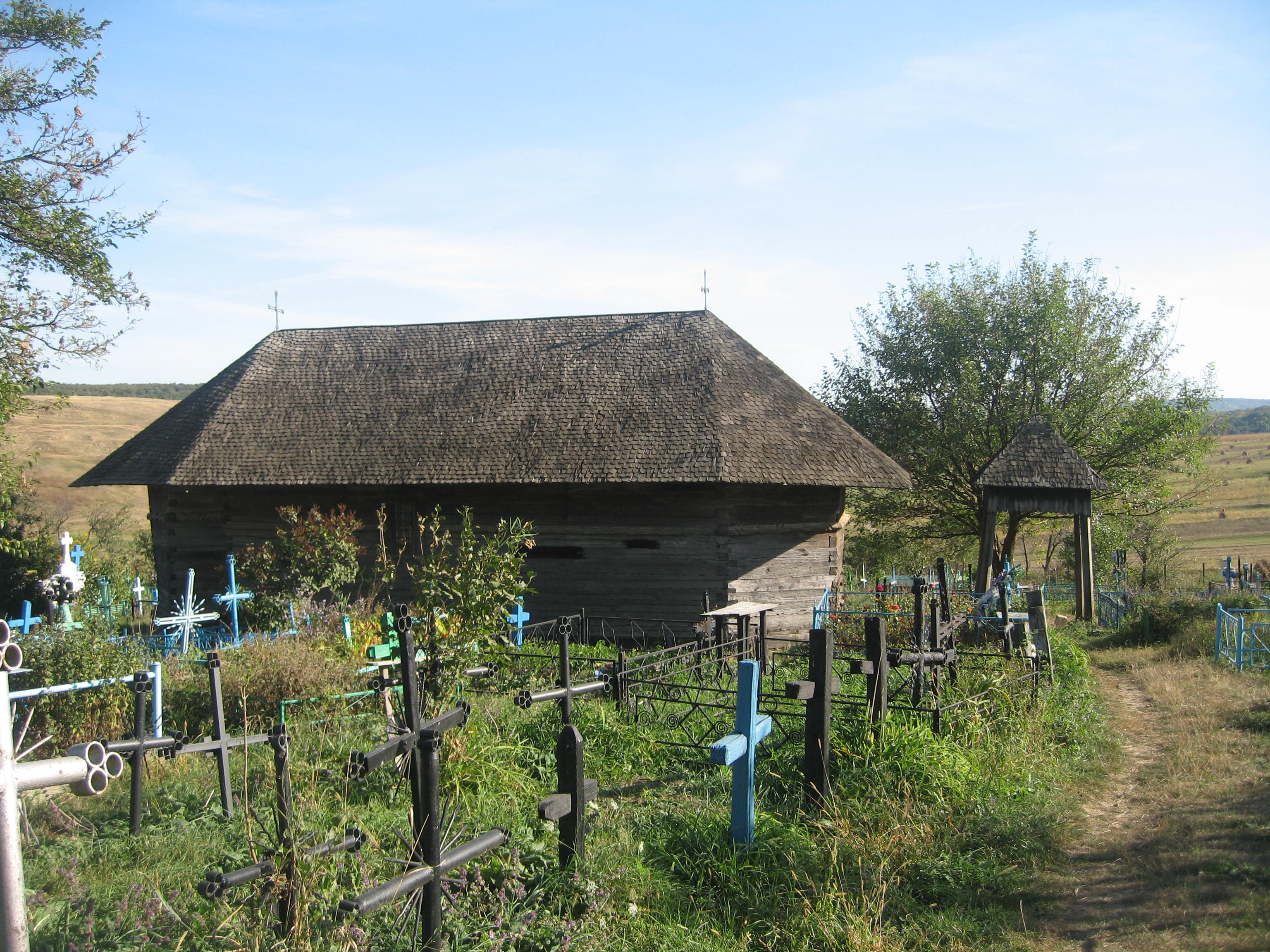
Biserica şi clopotniţa
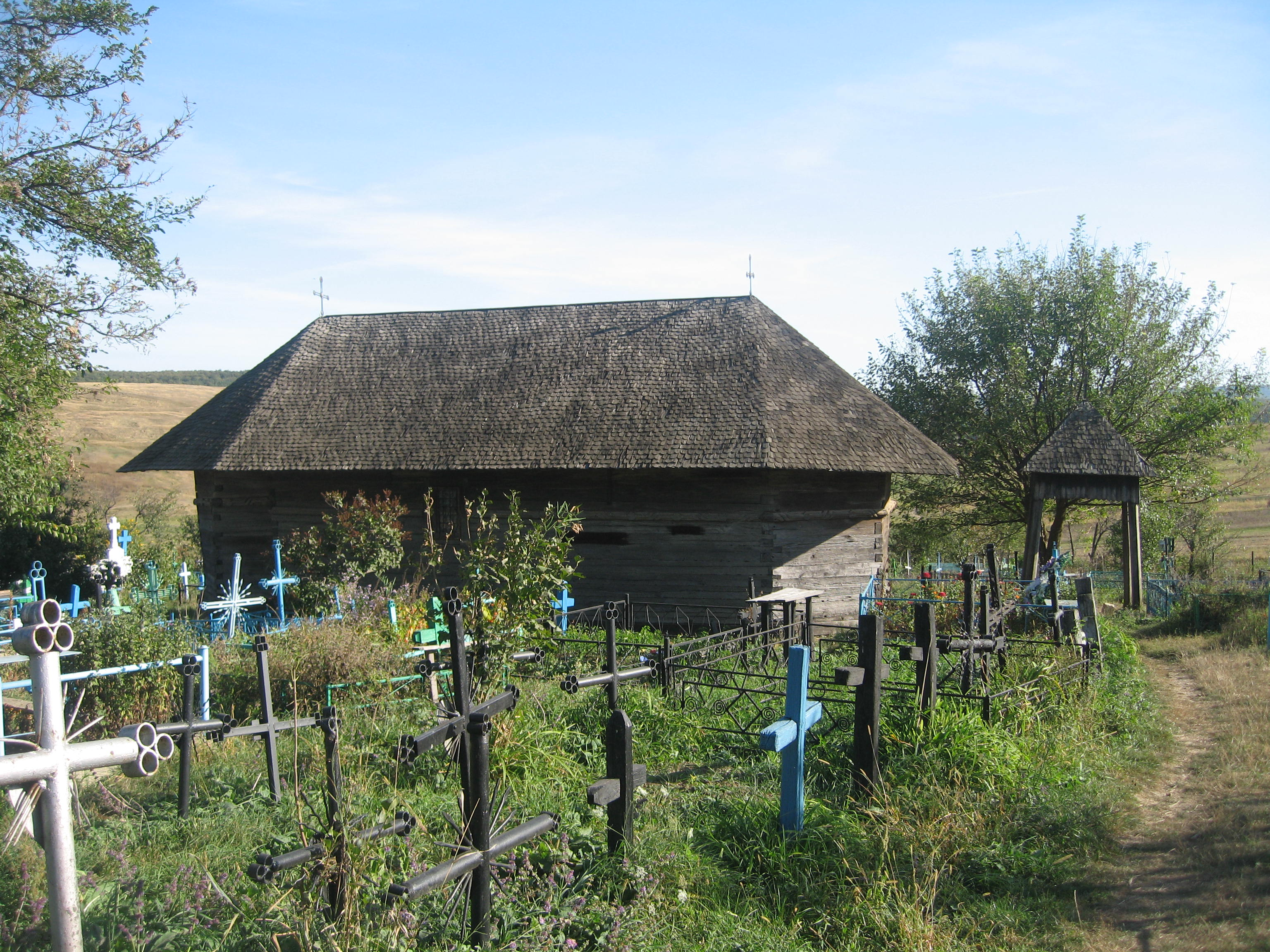
Biserica şi clopotniţa
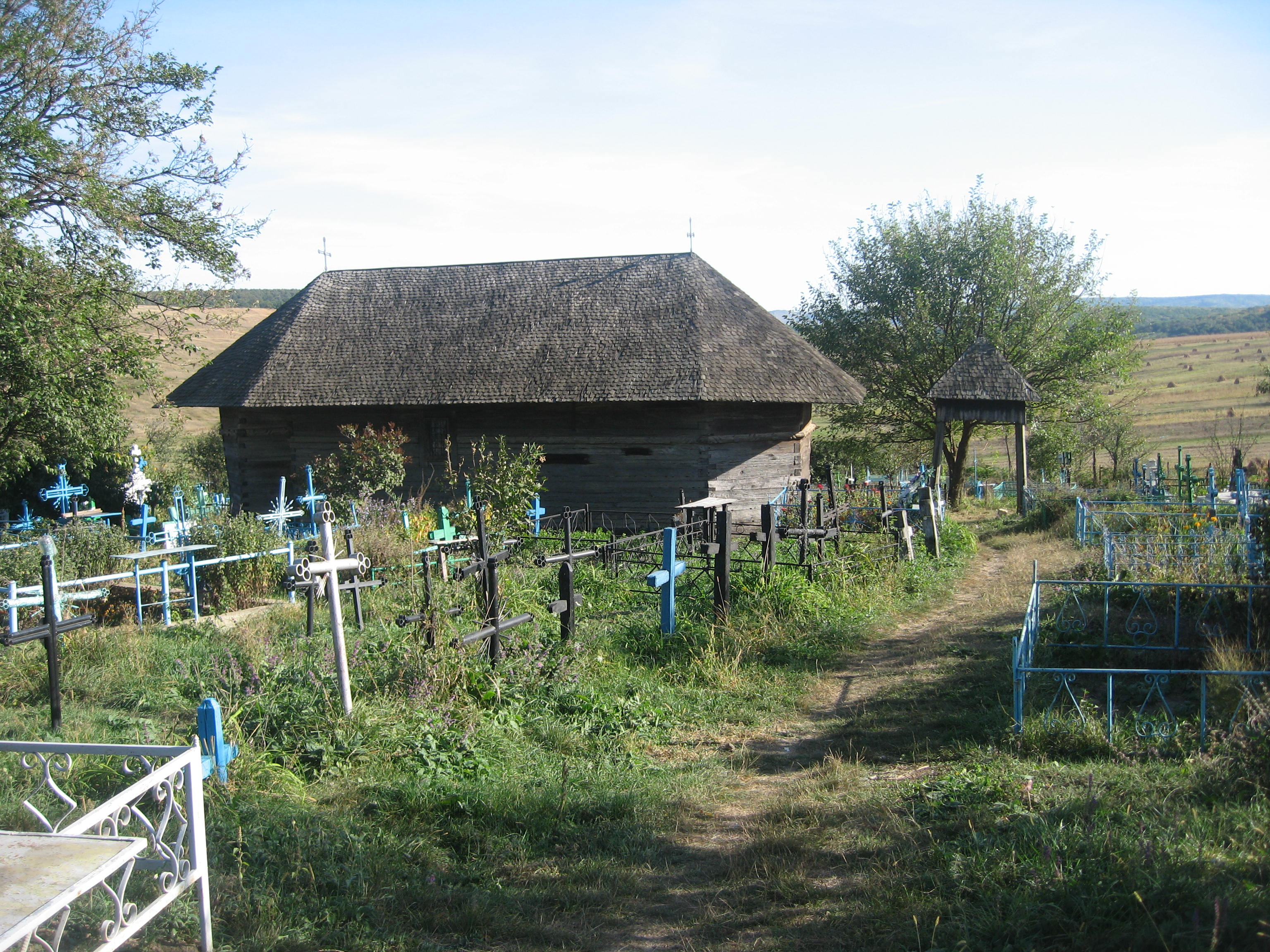
Biserica şi clopotniţa
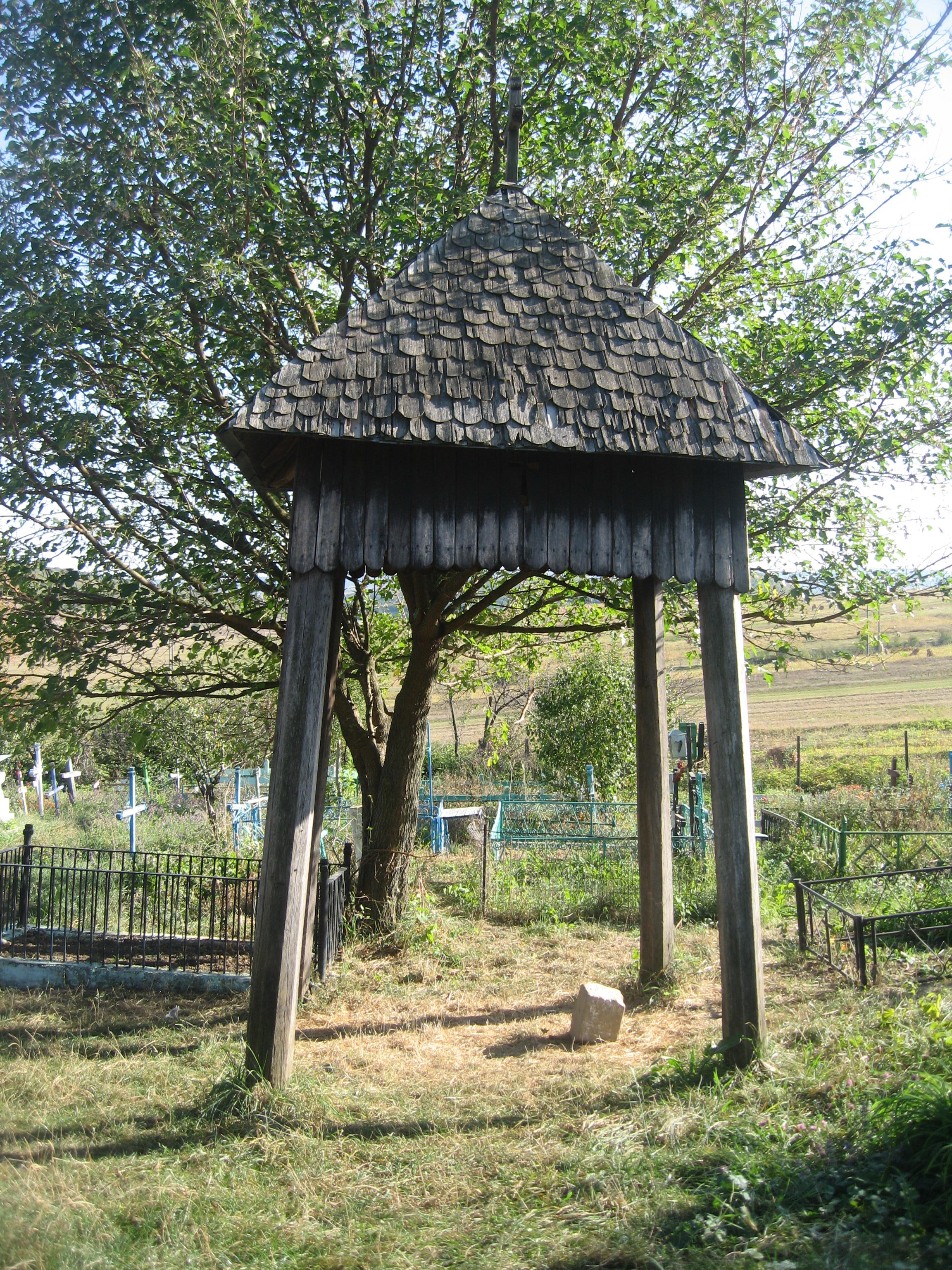
Clopotniţa
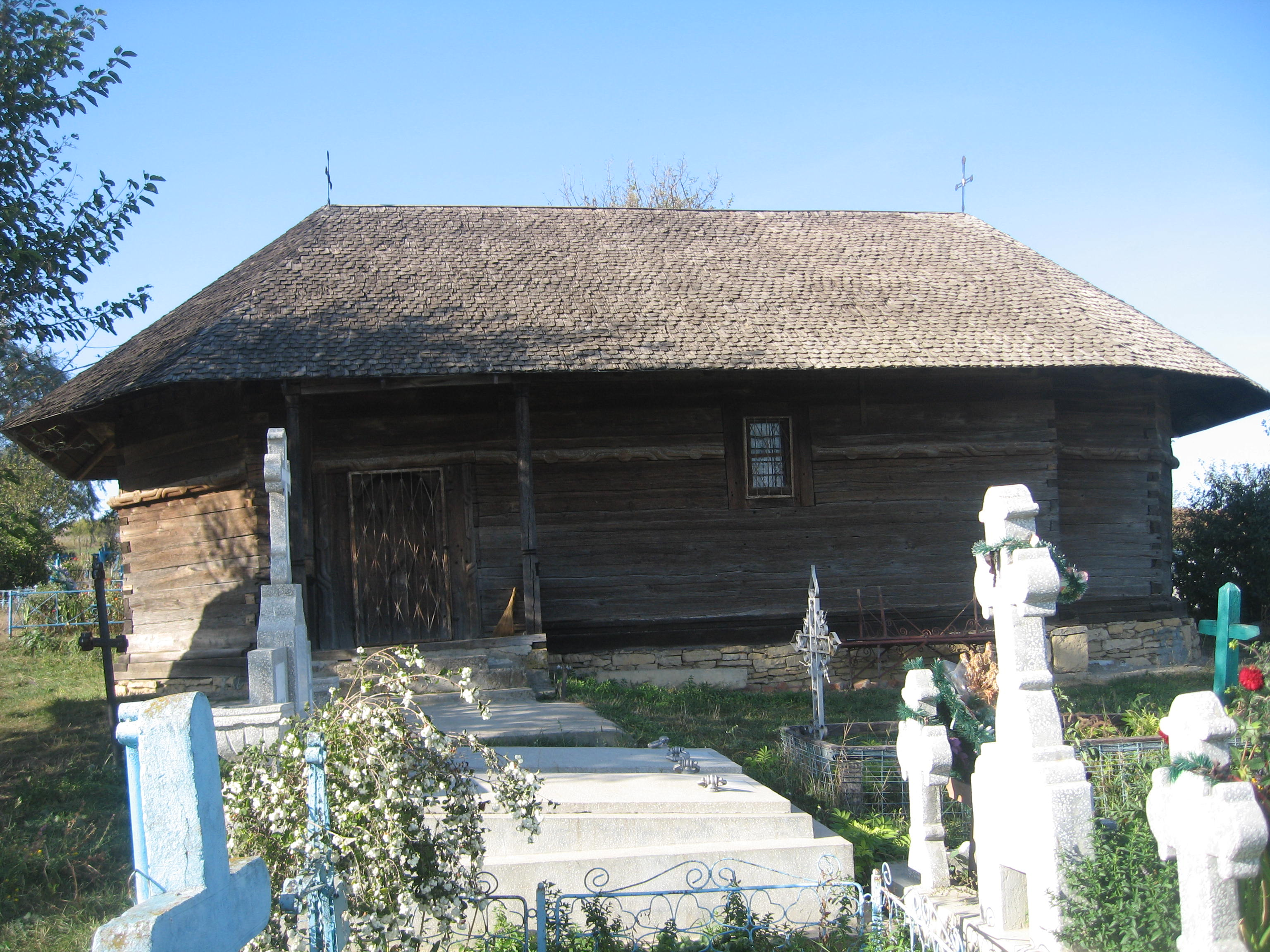
Biserica de lemn
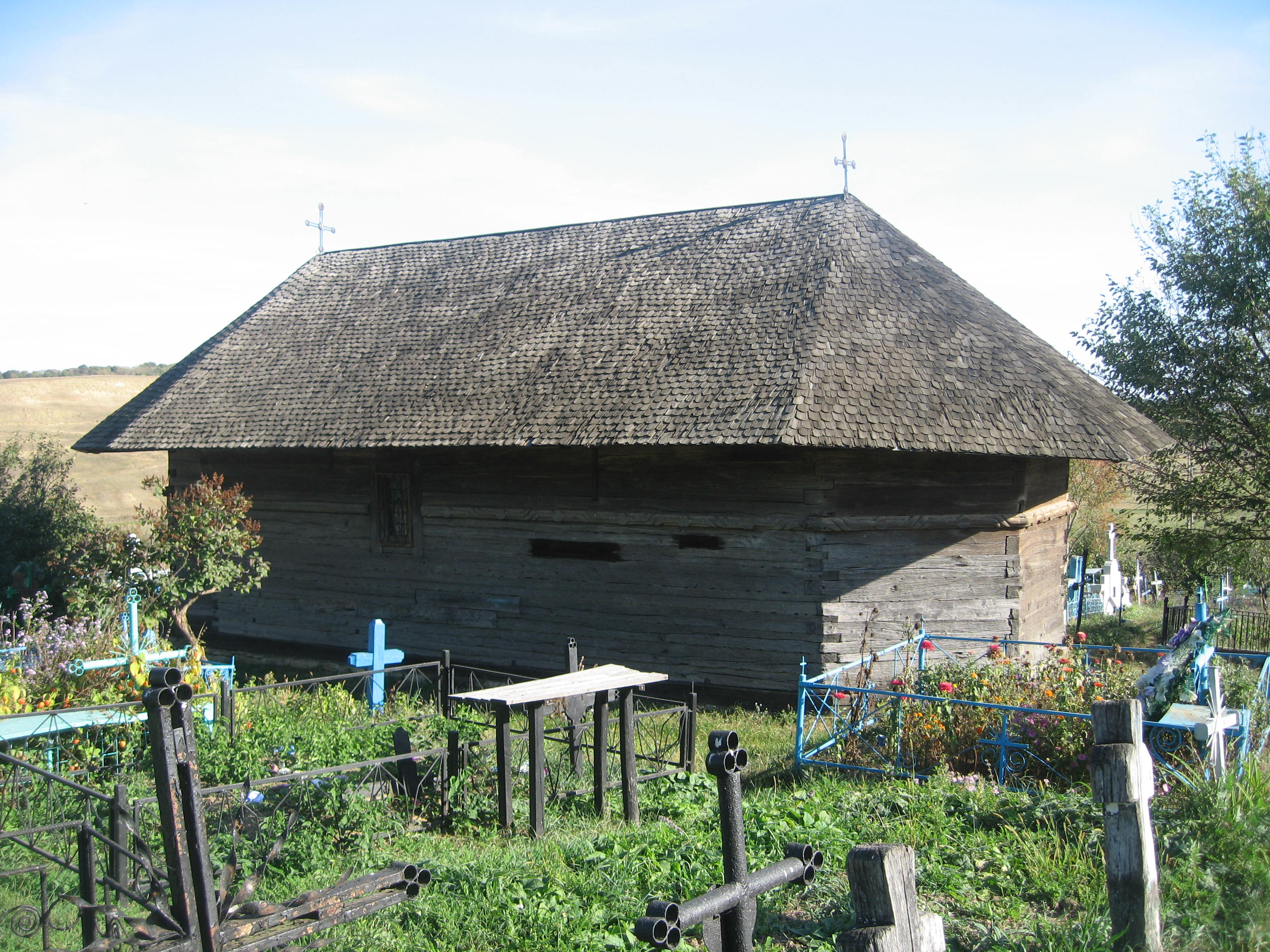
Biserica privită de pe latura nordică
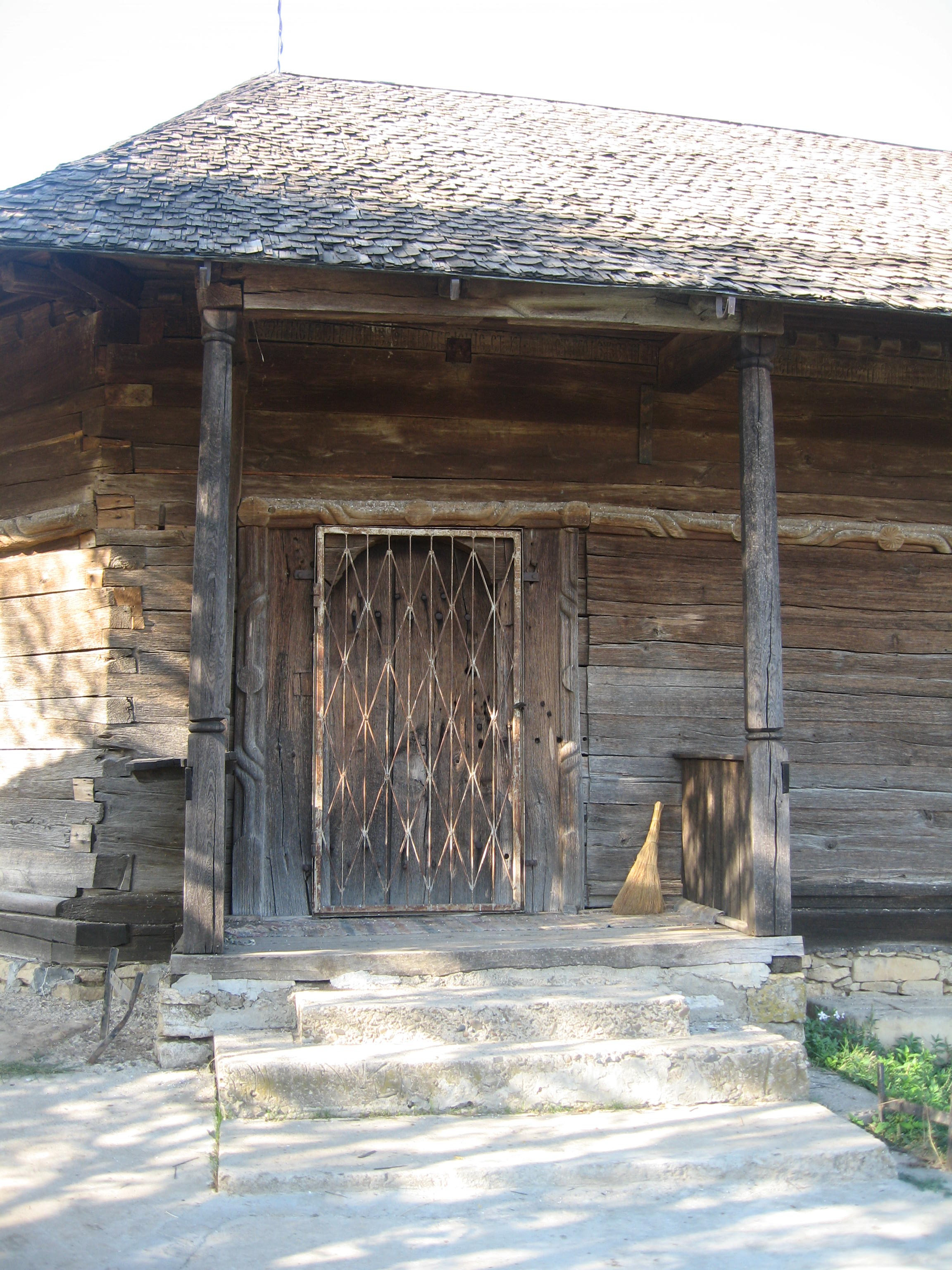
Portalul de la intrare
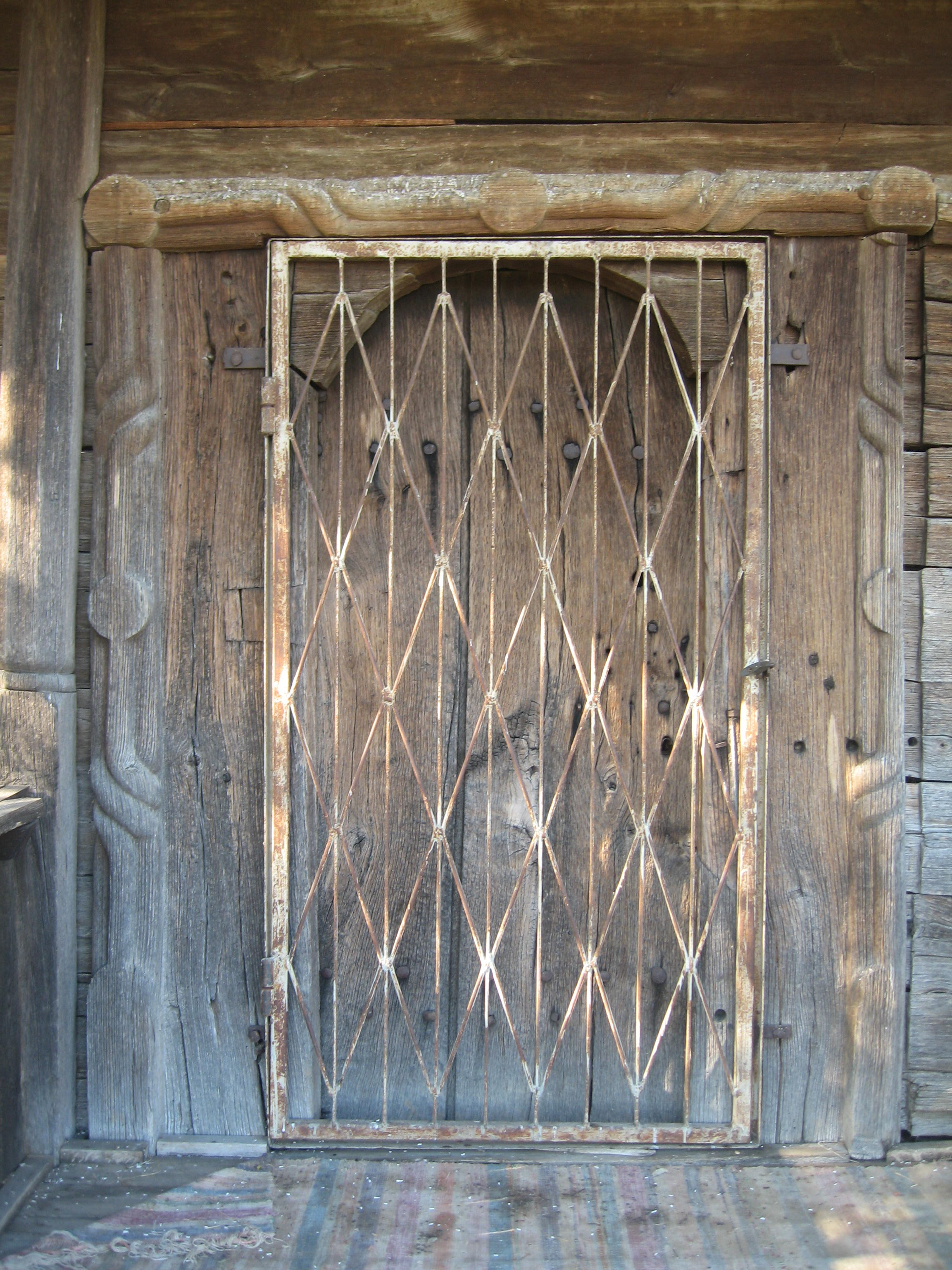
Uşa de intrare încadrată de un brâu decorat
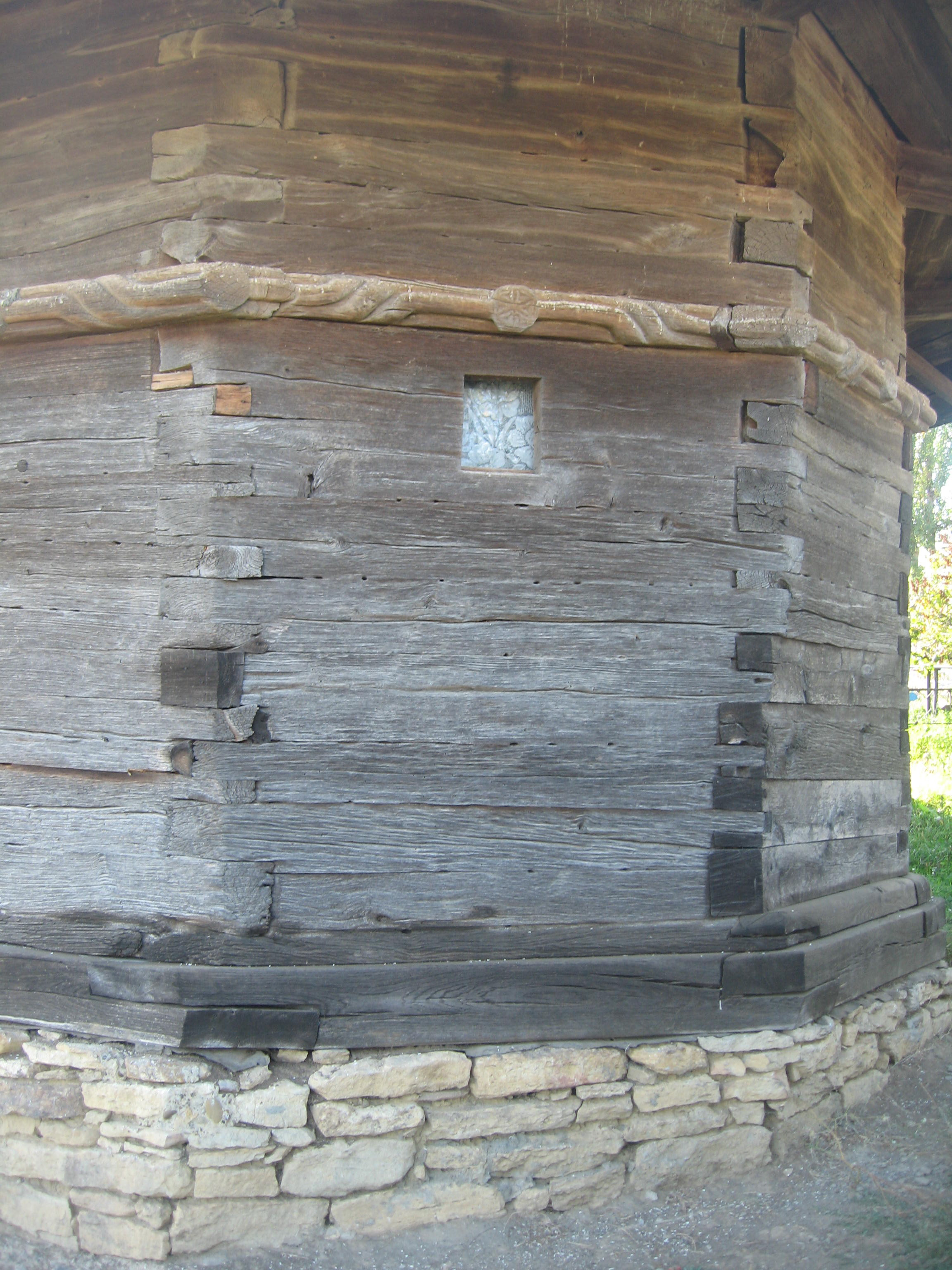
Absida altarului
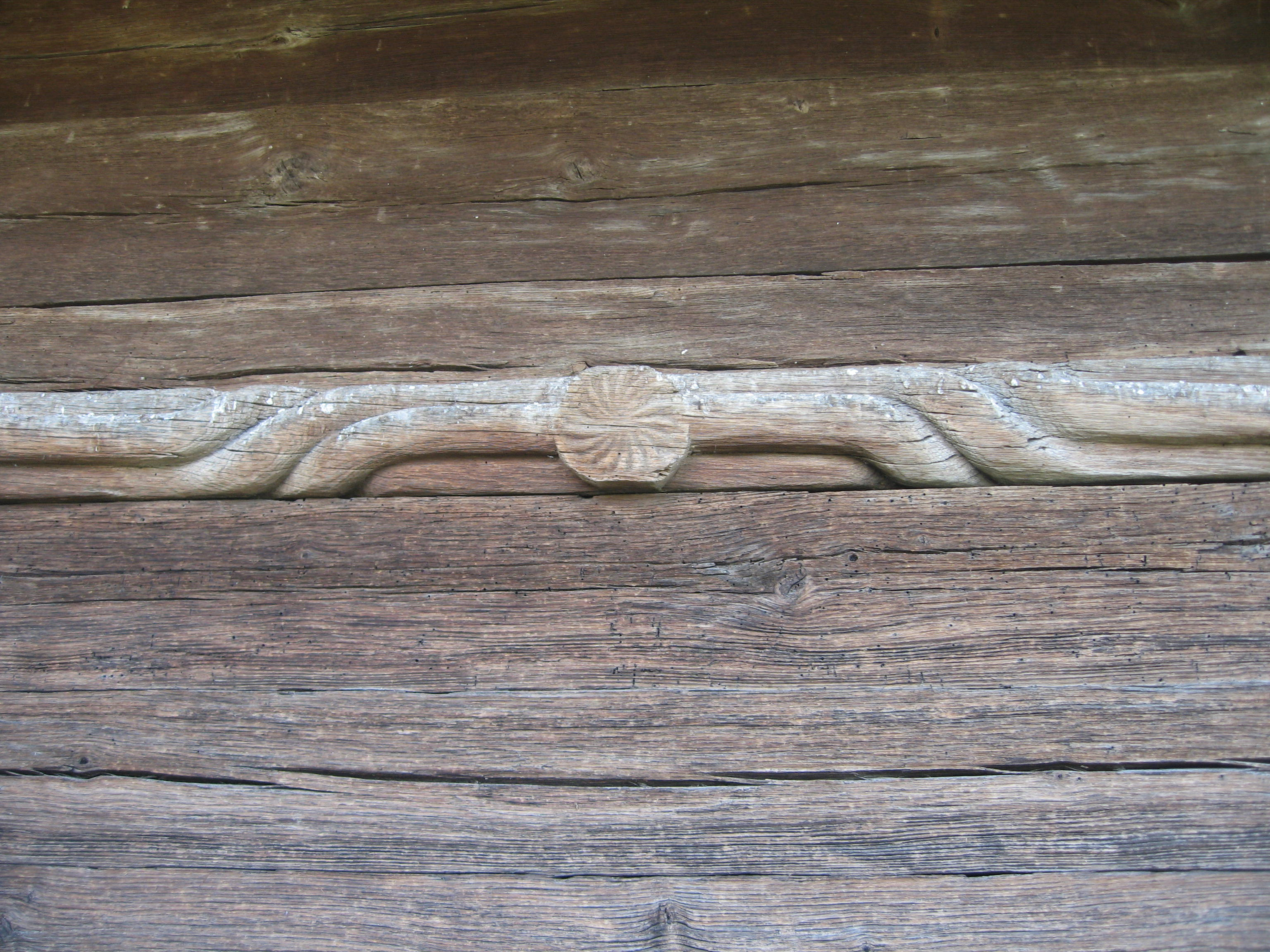
Brâul decorat
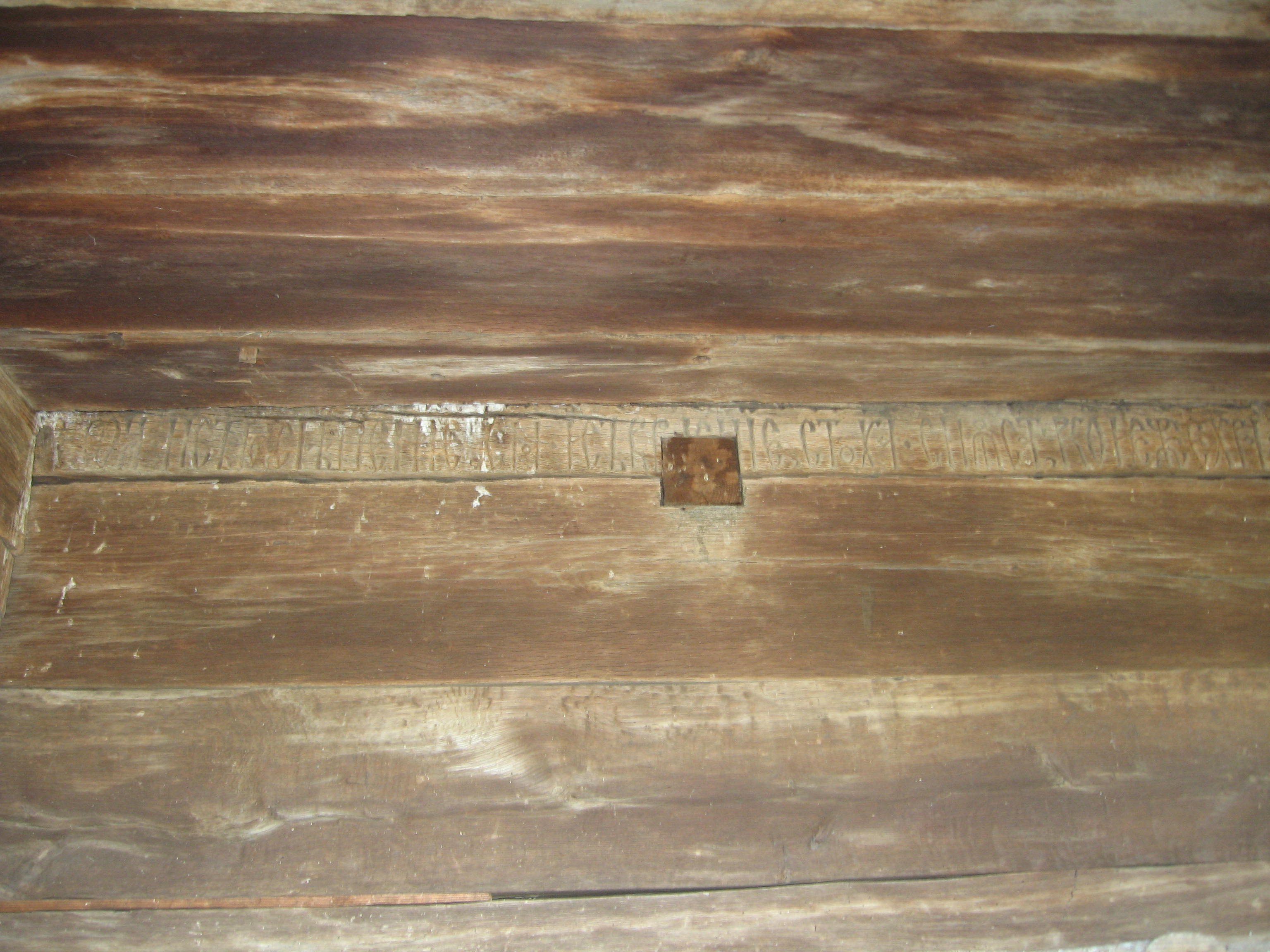
Fragment de inscripţie sub streaşina bisericii
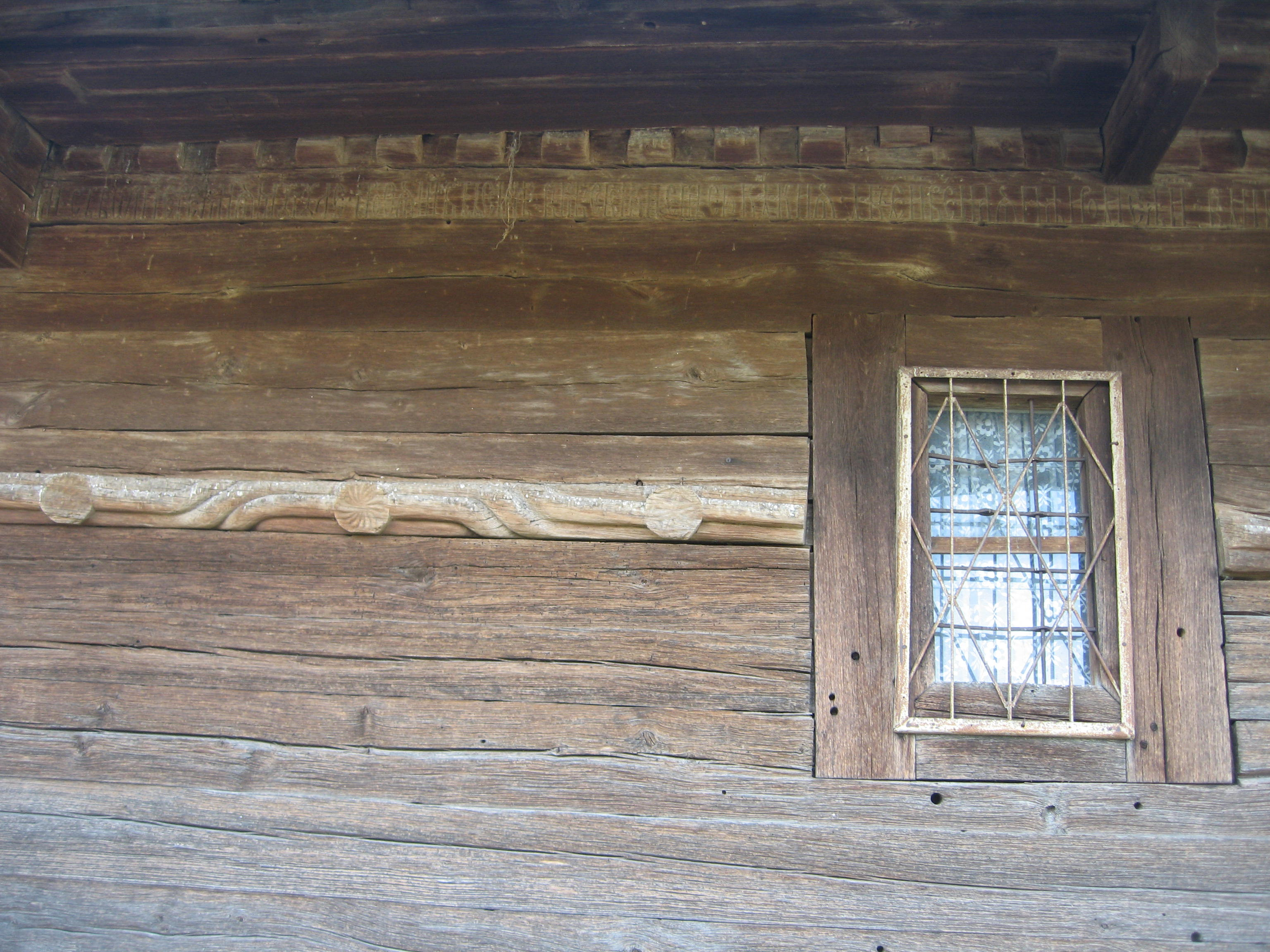
Fereastră de pe latura sudică atinsă de brâul decorat. Sub streaşină se observă un alt fragment de inscripţie.
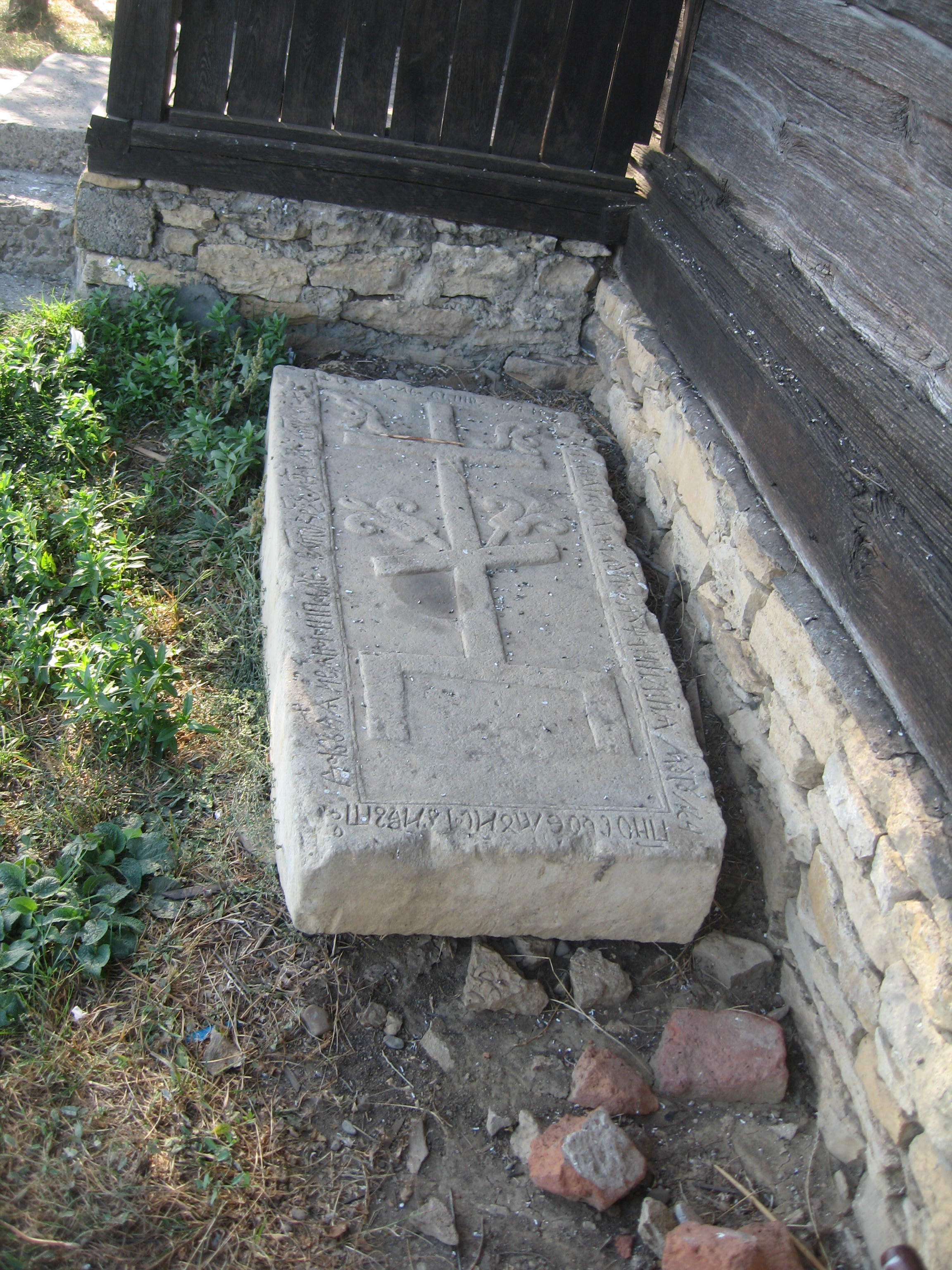
Piatră de mormânt cu inscripţie cu caractere chirilice, lipită de zidul bisericii
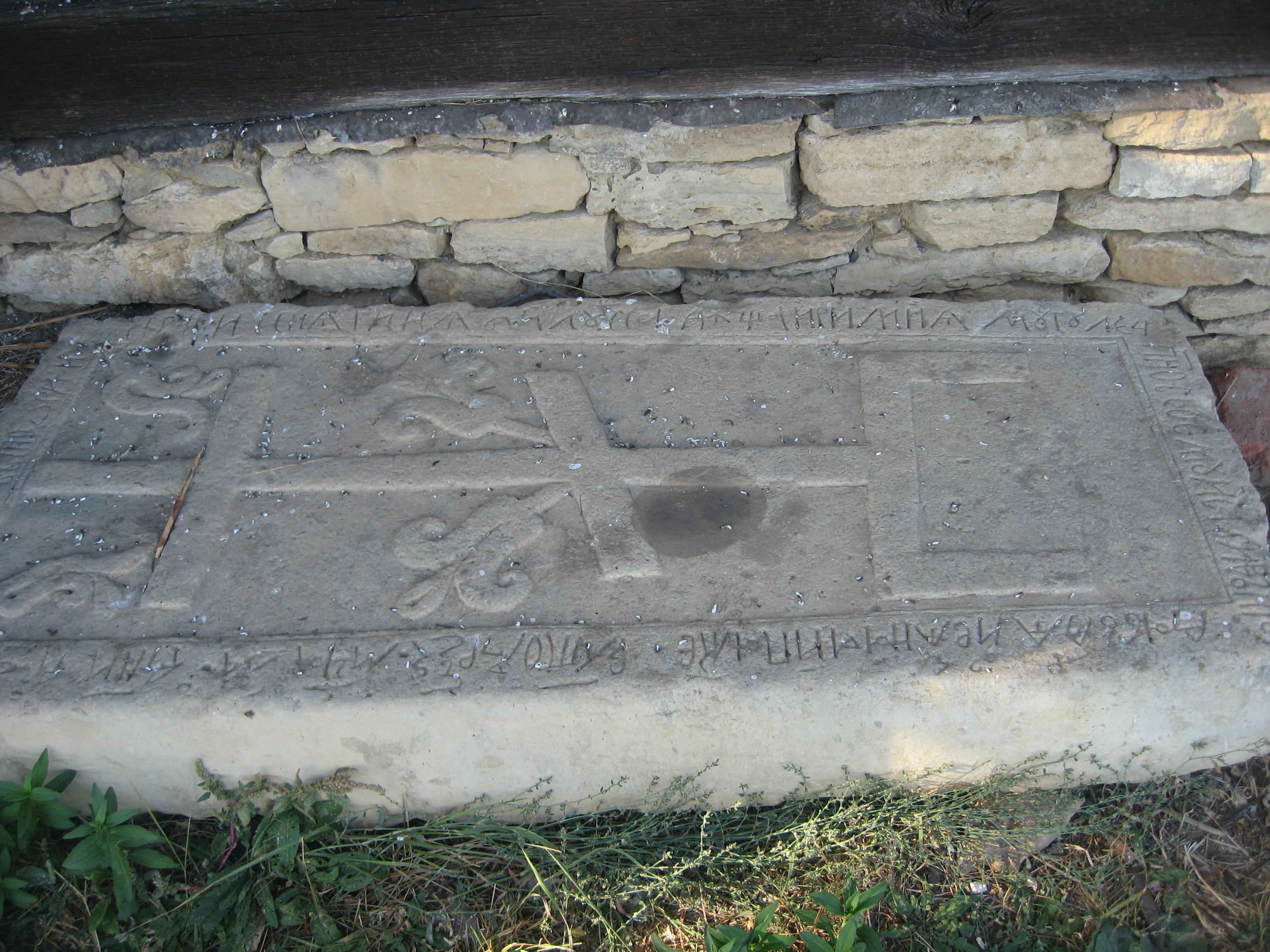
Piatra de mormânt